# Cofradía de la Santa Vera Cruz de Huércanos
La Cofradía de la Vera Cruz es la única cofradía de la Semana Santa de Huércanos, la componen unos 200 cofrades, siendo así una de las cofradías más numerosas del Valle del Najerilla.
Esta cofradía se funda a principios del siglo XVI, los papeles de su fundación datan de 1548, siendo por tanto de las cofradías más antiguas de La Rioja de las existentes actualmente.  Se funda bajo la influencia de la Regla de la Cofradía de la Santa Vera Cruz de Nájera,  por lo que en sus inicios incluye disciplinas de sangre como se venían haciendo en las cofradías fundadas durante el siglo XV y XVI, bajo esta misma Regla, aunque estos ritos se eliminarían tras la prohibición de los mismos por Carlos III.
Tiene su sede en la Iglesia parroquial de San Pedro Apóstol, realiza su desfile procesional a las 7:00 de la madrugada del Viernes Santo, y a las 9:00 horas del Viernes Santo.
La procesión del Santo Entierro que cada noche de Viernes Santo transcurre con las principales calles de la localidad es una de las más llamativas y bonitas de cuantas se desarrollan en los pueblos de la Cuenca del Najerilla.

## Hábito
Los cofrades tienen distintas vestimentas dependiendo de la sección a la que pertenezcan:
- Sección del Nazareno: Túnica morada, cíngulo dorado y capuchón blanco.
- Sección del Ecce Homo: Túnica blanca abotonada hasta los pies, con cíngulo morado y capirote del mismo color con el escudo de la sección.
- Sección del Santo Entierro: Túnica blanca con ribetes rojos y capuchón rojo.
- Sección de la Dolorosa: Túnica blanca con cíngulo dorado y capa negra con bordes dorados, y sin capirote ni capuchón, van a cara descubierta. Esta sección está formada únicamente por mujeres.